# Remukut
Remukut is een bestuurslaag in het regentschap Gayo Lues van de provincie Atjeh, Indonesië. Remukut telt 513 inwoners (volkstelling 2010).